# Trabuc (arma de foc)
Un trabuc és una arma de foc que es caracteritza per tenir un canó en forma de trompeta. Es tracta d'una arma de foc arcaica de càrrega davantera, és a dir que la pólvora i els perdigons (que podien ser metàl·lics o pedres petites) es carrega per la boca. Es dispara amb una guspira que es genera per un pedrenyal que encenia l'esquer o càrrega de pólvora del canó. El trabuc va ser usat sobretot durant el segle xvii, però va acabar caient en desús per ser una arma lenta - el tret solia trigar uns segons a produir-se després de l'encesa -, i poc precisa -l'embocadura del canó provocava una forta dispersió dels projectils. És el predecessor de l'escopeta.
A Catalunya continua sent relativament popular gràcies als trabucaires, que desperten a la gent a les festes majors de molts pobles i ciutats. Al País Valencià també, especialment a les Comarques Centrals, pel seu ús en les festes de moros i cristians.

## Etimologia
L'italià "buco", i aquest del llatí, refereix a buit, boca. "Trabuc" seria una derivació de "per la boca", o "a través del buit", expressió que fa referència tant a la seva condició d'arma d'avantcàrrega com a la seva boca acampanada.

## Construcció
El trabuc era una escopeta primitiva, sent usat en rols similars. Encara que en diversos relats de ficció s'esmenta que el trabuc era carregat amb ferralla menuda o grava, això danyaria el canó de l'arma, era habitualment carregat amb perdigons. Els canons podien estar fets de bronze o acer, però la seva acampanació no era per incrementar la dispersió dels perdigons sinó per facilitar la càrrega de l'arma. La boca acampanada és la característica definitòria dels trabucs, diferenciant-les de les carrabines de gran calibre, la distinció entre el trabuc i el mosquetó és menys clara, ja que els mosquetons també podien carregar amb perdigons i alguns tenien la boca acampanada. Els trabucs eren típicament molt curts, amb canons d'una longitud menor a 60 cm, en una època en què el canó d'un mosquet mesurava més de 90 cm. Una font que descriu armes, des d'inicis fins a mitjan segle xvii, indica que la longitud del canó d'un drac amb clau de roda és d'uns 28 cm, en comparació amb els 41 cm de longitud d'un trabuc.